# Concentrazione micellare critica
La concentrazione micellare critica, comunemente abbreviata come CMC, rappresenta il valore di concentrazione di una soluzione di tensioattivo alla quale, una volta aggiunta o superata la temperatura di Krafft (temperatura micellare critica), un certo numero di monomeri si aggrega, portando alla formazione di micelle. Esistono diverse definizioni teoriche della CMC, tra le quali una delle più note è la seguente, che esprime la CMC come concentrazione totale di tensioattivo per la quale è soddisfatta la condizione
{\displaystyle {\frac {d^{3}F}{dC^{3}}}=0}
dove F è una funzione data dalla somma delle concentrazioni della micella e del monomero ciascuno moltiplicato rispettivamente per le costanti proporzionali a e b, mentre C indica la concentrazione totale.
Raggiunta la concentrazione micellare critica si osserva una forte variazione del comportamento ideale di varie proprietà chimico-fisiche della soluzione, come ad esempio la conducibilità elettrica, densità, tensione superficiale, pressione osmotica e solubilità di un composto poco solubile (quale può essere un idrocarburo o un lipide insolubili in acqua). La CMC viene appunto determinata sperimentalmente misurando la variazione di una di queste proprietà in funzione della concentrazione di tensioattivo.
A concentrazioni molto alte di tensioattivo generalmente si osserva la formazione di cristalli liquidi liotropici.

## Fattori influenzanti la CMC
La concentrazione micellare critica dipende sia dalla natura del tensioattivo sia, nel caso di sistemi reali multidispersi (ovvero di micelle aventi dimensione non uniforme), dal metodo utilizzato per la sua determinazione. Ha influenza anche l'eventuale aggiunta di elettroliti o non elettroliti.
Sintetizzando i fattori influenzanti la CMC:
- La CMC diminuisce linearmente all'aumentare del numero di atomi di carbonio che compongono la catena alchilica. Le ramificazioni e le insaturazioni provocano un aumento della CMC rispetto al composto a catena lineare. A parità di catena idrocarburica i tensioattivi ionici hanno valori più alti di CMC (a volte oltre un fattore 100).
- L'aggiunta di elettroliti a una soluzione di tensioattivo ionico fa diminuire notevolmente la CMC riducendo le repulsioni elettrostatiche tra i gruppi polari di testa. La variazione di forza ionica non ha invece un effetto significativo sui tensioattivi non ionici.
- L'influenza dell'aggiunta di non elettroliti dipende dal luogo ove questi vanno a localizzarsi (micella o fase acquosa intermicellare). Composti quali gli alcoli e idrocarburi provocano una diminuzione della CMC di tensioattivi ionici. Le sostanze idrofile ad alta concentrazione possono inibire la formazione di micelle.